# 被时光掩埋的秘密
《被时光掩埋的秘密》，是中国大陆作家桐华创作的一部言情小说，出版于2009年，2012年再版时更名为《最美的时光》，故事主要讲述一位清华才子与一位外企剩女的曲折爱情。小说在2012年被改编成同名电视剧《最美的时光》，并于2013年底在湖南卫视首播。